# Bernedo (concejo)
Bernedo es un concejo del municipio de Bernedo, en la provincia de Álava. 

## Despoblado
Forma parte del concejo el despoblado de:
- Uranvilla.[1]

## Historia
Hacia mediados del siglo XIX, el lugar, ya por entonces cabeza del ayuntamiento homónimo, tenía contabilizada una población de 340 habitantes. Aparece descrito en el cuarto volumen del Diccionario geográfico-estadístico-histórico de España y sus posesiones de Ultramar de Pascual Madoz con las siguientes palabras:

BERNEDO: v. cab. del ayunt. de su nombre, en la prov. de Alava (6 leg. á Vitoria), part. jud. de Laguardia (3), aud. terr. de Burgos (23), c. g. de las Provincias Vascongadas, dióc. de Calahorra (12): sit. en llano y al pie de la gran cord. de montañas que por el lado SE. dividen esta prov. de la de Navarra; la combaten principalmente los aires del O. y el clima, aunque frio, es muy saludable. Tiene 60 casas, la municipal cárcel, escuela de primeras letras para niños de ambos sexos, suficientemente dotada; una parr. (Sta. Maria), servida por un cura beneficiado amovible á voluntad del ob., y por otros 3 beneficiados con título perpétuo; 3 ermitas dedicadas á Sta. Teresa, San Tirso y Ntra. Sra. de Ocon: la primera en el pueblo; la segunda en el térm., bajo la peña de su nombre, y la última se halla sobre una colina cerca de la fuente llamada del Soto, donde nace el r. Ega, y otras dos fuentes dentro de la v. para consumo del vecindario. Confina el térm. N. Quintana; E. Marañon (part. de Estella, prov. de Navarra); S. La Poblacion (en el mismo part. y prov.), y O. Lagran, de cuyos puntos dista una leg. poco mas ó menos; debiéndose advertir que en este radio se encuentran comprendidos los l. de Navarrete, Villafria y Angostina, ant. ald. de esta v., y que actualmente forman con ella un ayunt. (V.) Segun hemos dicho, en la fuente titulada del Soto hácia el O. del pueblo, tiene origen uno de los brazos principales de que se forma el r. Ega, cuyas aguas dan impulso á 2 molinos harineros. El terreno, parte llano y parte montuoso, es de mediana calidad; pero bastante productivo. Los caminos son locales, de herradura, y en regular estado, contándose entre ellos el que dirige de Logroño á Vitoria muy frecuentado en el estio. El correo se recibe de Logroño por balijero una vez á la semana. prod. trigo, cebada, centeno, avena, maiz, legumbres, arbolado y pastos para alimento del ganado vacuno, lanar y cabrio; hay caza mayor y menor, y abundante de volateria, con bastante pesca de esquitas truchas en el r. Ega. ind.: ademas de la agricultura y molinos espresados, hay un buen fabricante de relojes de torres, y los hab. tambien se dedican á la arrieria. pobl. 60 vec., 340 alm. riqueza y contr. (V. Alava Intendencia).
(Madoz, 1846, p. 278)

En 2022, tenía empadronados 164 habitantes.

## Demografía
| Gráfica de evolución demográfica de Bernedo entre 2000 y 2017 |
|                                                               |
| Población de derecho según los censos de población del INE.   |

## Patrimonio

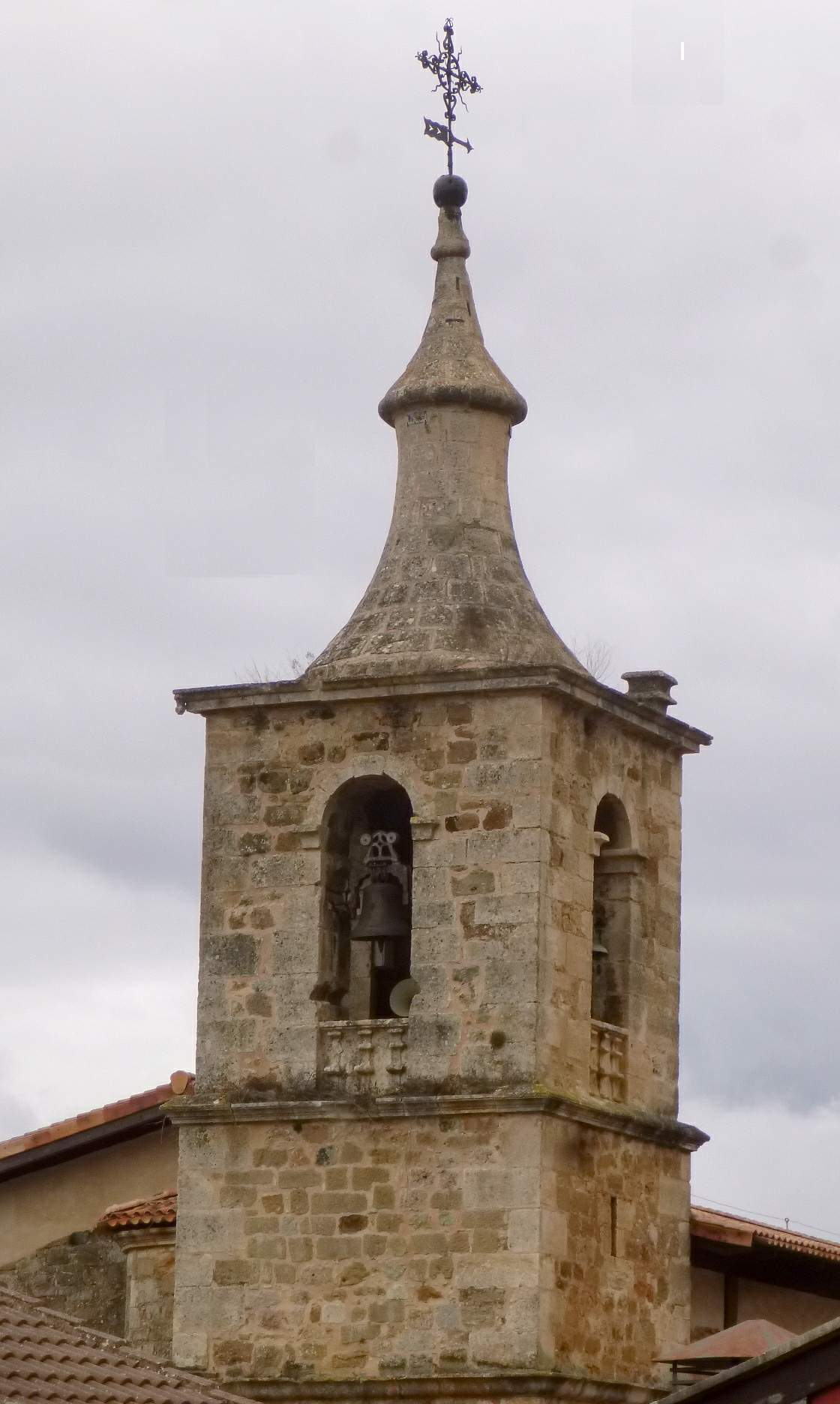
Vista de la iglesia de la Natividad de Nuestra Señora

Hay en el concejo una iglesia de la Natividad de Nuestra Señora.